# Ceutai határzár

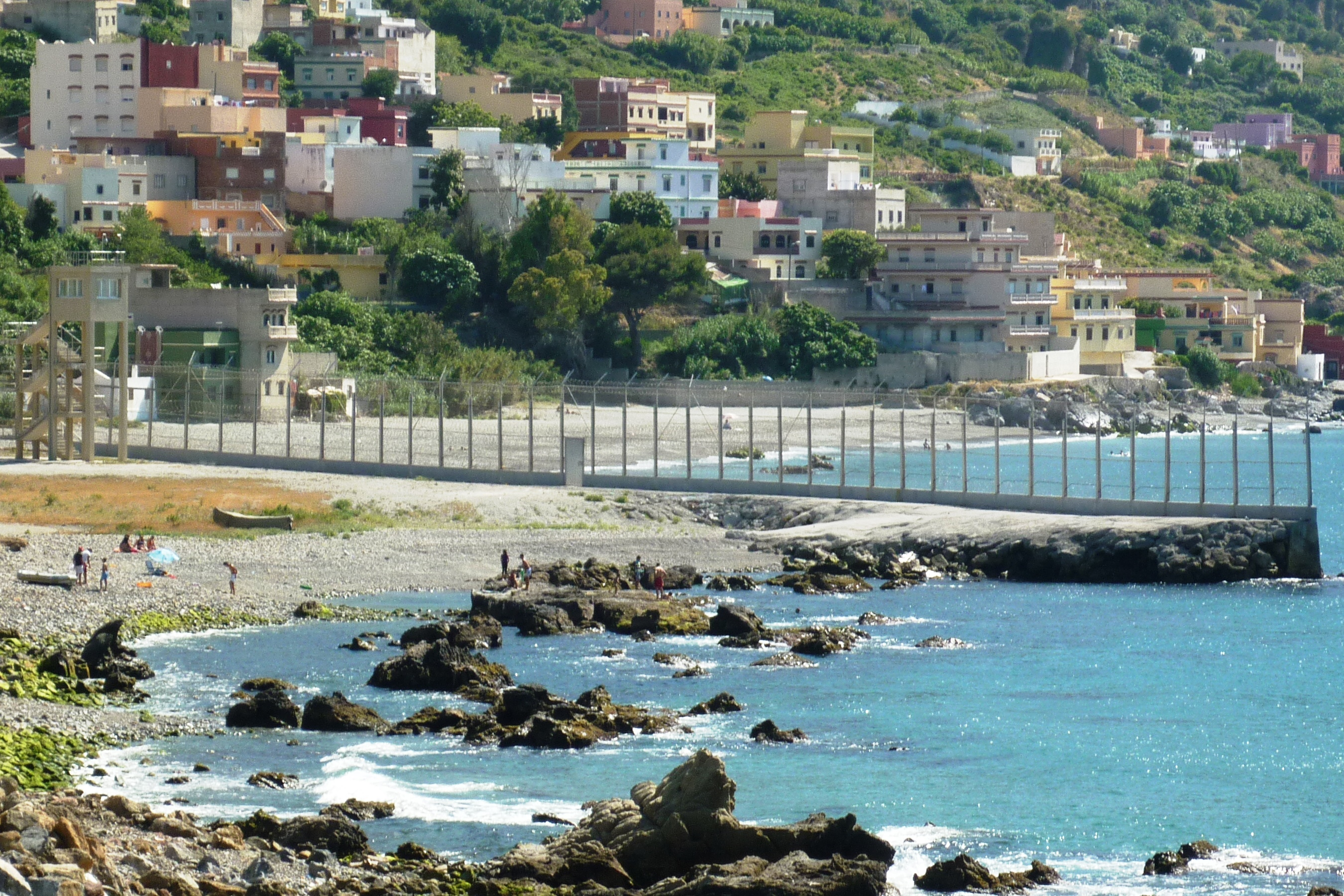
A ceutai határzár a tengerparton

A ceutai határzár Marokkó és Ceuta (Spanyolország egyik afrikai autonóm városa) között húzódó kerítésrendszer, melyet Spanyolország az illegális határátlépés és a csempészés megállítása céljából épített. Marokkó tiltakozott a kerítés építése miatt, mert nem ismeri el Spanyolország felségjogát Ceutában.

## Leírása
A határzárat két párhuzamosan futó, 6 méter magas, szögesdróttal kiegészített kerítés alkotja, amely mentén őrtornyok állnak a rendőrjárőrök elhelyezésére és közöttük út vezet a mentőszolgálat részére. Földalatti kábelek kötik össze a reflektorokat, zaj- és mozgásérzékelőket, valamint videókamerákat az ellenőrző központtal. A partokat több száz katonai és rendőrjárőr felügyeli őrhajók használatával.

## Története
1993-ban épült a 8,4 km-es kerítés az exklávé körül. Mivel az első kerítésen könnyen át lehetett jutni, egy új rendszert alakítottak ki 1995-ben. 2005-ben háromról hat méteresre növelték a magasságát, miután néhányan meghaltak, amikor megkíséreltek áthatolni a kerítésen.

## 2005-ös támadás
2005. szeptember 29-én nemzetközi figyelem irányult az incidensre, amikor migránsok százai támadták meg a kerítést. A spanyol gumilövedékek és marokkói tűzfegyverek közé szorulva tucatnyi migráns meghalt (a források 13 és 18 áldozatot említenek), és ötvennél többen megsérültek. Néhányuk halálát éles lőszer okozta; akik a spanyol oldalon hunytak el, azokat nyilvánvalóan a marokkói oldalról találták el.
A 2005-ös eseményeket az egy évvel később készült Victimes de nos richesses című dokumentumfilm dolgozta fel.

## Fordítás
- Ez a szócikk részben vagy egészben  a   Ceuta border fence című angol Wikipédia-szócikk ezen változatának fordításán alapul.  Az eredeti cikk szerkesztőit annak laptörténete sorolja fel. Ez a jelzés csupán a megfogalmazás eredetét és a szerzői jogokat jelzi, nem szolgál a cikkben szereplő információk forrásmegjelöléseként.